# アデール・ド・ヴァンドーム＝アンジュー
アデール・ド・ヴァンドーム＝アンジュー（フランス語：Adèle de Vendôme-Anjou、990年頃 - 1033/35年）は、アンジュー伯フルク3世ネラが初婚の妻エリザベート・ド・ヴァンドームとの間にもうけた唯一の娘。フルク3世の子女達の中では第1子長女に当たる。 ヌヴェール家に嫁ぎ、ヴァンドーム伯領をもたらした。アデールはヌヴェール伯ルノー1世の弟、ボドン・ド・ヌヴェールと結婚した。 

## 生涯
夫ボドンはアデールと結婚した恩恵で1017年、アデールの外おじにあたるルノー司教が死去した際、相続権を得てヴァンドーム女伯となった。 
ボドンは1023年にアデールと3人の遺児を残して亡くなり、急遽まだ幼少であった長男のブシャール2世ル＝ショーヴがヴァンドーム伯位を継承した。しかし、実質的にヴァンドームを統治し、摂政となったのはアデールの実父アンジュー伯フルク3世ネラであった。
しかし、1028年 にブシャール2世が巡礼中に18歳ほどで死去し、アデールはヴァンドーム伯領を次男のフルク・ロワソンと半々で分割相続し、共同統治していたが、フルク・ロワソンはヴァンドーム伯領全土を自分1人で統治できないことに不満を抱いており、アデールはフルクにヴァンドーム伯領を追放されそうになった。 
その際、アデールは自らヴァンドーム伯領半分の統治権を放棄し、異母弟アンジュー伯ジョフロワ2世マルテルに相続させた。 
そのすぐ後、フルク・ロワソンは攻め込んできたジョフロワ2世に敗れ、1032年にはジョフロワ2世がヴァンドーム全土を占領した。  